# Raimundas Šiaučiūnas
Raimundas Šiaučiūnas (ur. 23 kwietnia 1960 w Poniewieżu) – litewski chemik i wykładowca akademicki, od 2007 rektor Uniwersytetu Technicznego w Kownie. 
Po ukończeniu szkoły średniej w Poniewieżu podjął studia na Wydziale Technologii Chemicznej Kowieńskiego Instytutu Politechnicznego (KPI), które ukończył z wyróżnieniem w 1983. W latach 1983–88 zatrudniony jako młdoszy współpracownik naukowy w Laboratorium Materiałów Budowlanych KPI. Od 1988 pracował jako asystent i docent w Katedrze Technologii Silikatowych KPI, a później Uniwersytetu Technicznego w Kownie. W 1989 uzyskał stopień kandydata nauk na Politechnice w Rydze nostryfikowany przez władze litewskie w 1993. 
W 1992 został mianowany prodziekanem Wydziału Technologii Chemicznej Kowieńskiego Uniwersytetu Technicznego, a od 1997 do 2000 pełnił funkcję jego dziekana. W 2000 objął urząd prorektora Uniwersytetu ds. studenckich i akademickich, a 23 maja 2007 został wybrany rektorem Uniwersytetu w Kownie.